# Teka

Teka Group — багатонаціональна компанія, що була заснована у 1924 році в Німеччині і займається виробництвом та реалізацією продукції для кухонь та ванних кімнат, виготовленням полив'яного посуду, контейнерів та облаштуванням кухонних приміщень на виробничих підприємствах. Дана компанія є еталоном по виробництву раковин, витяжок, печей і світовим лідером по продажу пивних бочок. Компанія володіє 14-ма фабриками в Європі, Америці та Азії. Teka Group має 57 дочірних компаній, що реалізують свою продукцію у 116 країнах світу, і загальна кількість робочого штату яких становить 4,842
працівники. Головою холдингу є Максиміліан Бронер. Артуро Бальдазано є головою підрозділу «Teka Industrial». Мауро Коррейя є генеральним директором Teka Appliances Group. 

## Розвиток
З часу заснування Teka Group у 1964 в Іспанії, компанія поширила своє виробництво з Європи на 5 континентів. В кінці 2013 року Перу стала 33-ю країною, у якій з'явились офіси компанії. Кілька років тому філії також були відкриті в Китаї. Відбувається стрімке збільшення кількості представництв в Азії, як результат діяльності дочірних компаній у Таїланді, Індонезії, Малайзії, Сінгапурі, Китаї та В'єтнамі; на Близькому Сході;
В травні 2013, Teka Group отримала підтримку фінансових установ з метою реалізації бізнес-плану протягом найближчих 5 років. Головною ціллю компанії є зміцнення її лідерства на стратегічних ринках Туреччини, Америки, Арабських Еміратів та Азії.
В 2013 році, Teka також відкрила свої представництва в таких країнах, як Ізраїль, Білорусь, Вірменія, Марокко, Венесуела, Австралія та в інших. Протягом перших місяців 2014 вона поширила свою діяльність у Майнмарі та Камбоджії.

## Підрозділи
Teka має 3 структурні підрозділи:
Кухонні прилади та устаткування для ванних кімнат: Даний підрозділ є одним з найважливіших по виробництву вбудованих електроприладів та раковин з нержавіючої сталі. Продуктами виробництва підрозділу є пальники, склокерамічні плити, газові панелі, печі, мікрохвильові печі та витяжки. Він також займається виробництвом та поширенням кухонних кранів та усіх видів сантехніки як для державних установ, так і для приватних будинків та квартир.
Контейнери та посудини: контейнери даної компанії можна побачити у багатьох країнах світу. Основну лінію продуктів становлять посудини для різних напоїв (особливо для пива). Кожна третя пивна бочка виробляється компанією Teka.
Thielmann-Portinox: штаб-квартира даного підрозділу знаходиться у провінції Гранада,Іспанія. Компанія займається реалізацією продукції Teka на міжнародному ринку. Через компанію UCON, даний відділ займається розробкою спеціальних контейнерів для фармацевтичної та хімічної промисловостей. Посудини, що мають місткість від 5 до 100000 літрів виготовляють з нержавіючої сталі.
Кухонні прилади спеціального призначення: Даний підрозділ займається розробкою, виготовленням, поширенням та продажем устаткування для підприємств громадського харчування (ресторани, готелі, навчальні заклади, лікарні, аеропорти та в'язниці).

## Основні компанії
Teka Industrial S.A. — багатонаціональна компанія, яка є передовою на європейському ринку. Її виробництво спрямоване на виготовлення продукції з нержавіючої сталі: раковини, печі та витяжки. Найважливішою сферою діяльності компанії є так звана White Goods Line, що пов'язана з виробництвом та реалізацією кухонних електричних приладів на кшталт пральних машин, холодильників, морозильних камер і посудомийних машин . З самого початку Teka займалась встановленням електричних приладів у кухонні меблі. Teka Industrial S.A має фабрики в Німеччині, Іспанії, Португалії, Італії, Скандинавії, Угорщині, Мексиці, Туреччині, Індонезії та Китаї.
Teka Sanitary Systems: Компанія займається виробництвом та поширенням кранів для ванних кімнат, домашніх та спеціалізованих кухонних приміщень. Заводи даної компанії знаходяться в Іспанії, Китаї, Угорщині та Скандинавії.
Intra: Компанія була створена у Скандинавії і займається виробництвом раковин та обладнання з нержавіючої сталі для кухонь та ванних кімнат. Продукція компанії характеризується передовим дизайном і продається по всьому світу.
Thielmann-Portinox: Є однією з компаній, що займається перетворенням нержавіючої сталі в широкий спектр продуктів виробництва. Здебільшого дана компанія виготовляє та продає посудини для зберігання різних рідин. Вона є світовим лідером по виробництву пивних бочок.
Ucon: Одна з найважливіших компаній-виробників контейнерів середньої місткості в Європі.
Intra: норвезька компанія, яка була заснована у 1870 році. Компанія розпочала розробку та виробництво раковин з нержавіючої сталі і її почали називати Intra у 1970-х роках. В 2007 вона була викуплена компанією Teka Industrial.